# Рейдар Сьоренсен
Рейдар Сьоренсен (на норвежки: Reidar Sørensen) е норвежки театрален и филмов актьор. Роден на 11 април 1956 г. в малко село в фюлке Норлан, Норвегия. Той е завършил Национален академичен театър в Осло през 1986 г. Сега работи в различни театри, по радиото и в киното. Рейдар е удостоен с награда „Аманда“ като най-добър актьор през 1989 г. Неговият син, Ким също е актьор.

## Филмография (частична)
| Година | Заглавие на български          | Оригинално заглавие | Роля          | Режисьор | Бележки |
| ------ | ------------------------------ | ------------------- | ------------- | -------- | ------- |
| 1993   | „Телеграфист“                  | Telegrafisten       | Улрик         |          |         |
| 1993   |                                | Hodet over vannet   | Гот           |          |         |
| 1994   | „Едно лято, изпълнено с тайни“ | The Burning Plain   | баща          |          |         |
| 1996   | „Северна звезда“               | North Star          | Бьорн Свенсон |          |         |
| 2004   | „Цветът на млякото“            | Ikke naken          | Гастон        |          |         |
| 2010   | „У дома за Коледа“             | Hjem til jul        | Йордан        |          |         |
| 2011   | „Ловци на глави“               | Hodejegerne         | Бреде Спере   |          |         |
| 2014   |                                | Glassdukkene        | Венестад      |          |         |